# Jordbruksmark
Jordbruksmark är sådan mark som används, eller nyligen använts för jordbruk, främst åkermark och betesmark, men även ängsbruk. Definitionsskillnaden mellan åkermark och annan mark anges inom EU som att åkermark ska kunna plöjas. Inom naturvård räknas även småbiotoper i anknytning till sådan mark som jordbruksmark, till exempel dikesrenar, alléer, åkerholmar och märgelgravar.
Historiskt har människans jordbruksverksamhet, med betes- och slåtterängar, påverkat den biologiska mångfalden positivt, medan den allmänna miljösituationen påverkats i måttlig utsträckning. Andelen öppen jord var mindre, vilket även gav mindre erosion. Det moderna samhällets jordbruk med gödsling, bekämpningsmedel och större andel öppna marker har bidragit till mindre biologisk mångfald, övergödning och ökad erosion, som urarmar det övre täcket av bördig jord.

## Officiell statistik om jordbruksmark
I den officiella statistiken betraktas jordbruksmarken som summan av åkermarken och betesmarken. I FAO:s databas publiceras statistik om jordbruksmarken i världen under kategorin Resources och underkategorin Land. I Eurostats databas publiceras statistik om jordbruksmarken i Europa under kategorin Agriculture och underkategorin Structure of agricultural holdings.

### Sverige
På Jordbruksverkets webbplats publiceras årligen statistik om den svenska jordbruksmarken i det statistiska meddelandet om jordbruksmarkens användning.
Under åren 1987 till 2007 minskade jordbruksmarkens areal i Sverige måttligt från knappt 3 300 000 hektar till knappt 3 100 000 hektar. En viss förskjutning skedde från åkermark till betesmark. År 2020 var den totala jordbruksmarksarealen i Sverige 3 013 000 hektar. Av denna areal var 85 procent, 2 549 500 hektar, åkermark, och 15 procent, 463 500 hektar, betesmark. Jämfört med 2010 hade åkermarken 2020 minskat med 83 900 hektar (cirka 3 procent) och betesmarken ökat med 11 600 hektar (cirka 3 procent).